# Jean Image
Jean Image, pseudonimo di Imre Hajdú (IPA: ˈimrɛ ˈhɒjduː) (Budapest, 26 gennaio 1910 – Parigi, 21 ottobre 1989), è stato un regista e animatore ungherese naturalizzato francese. Il nome d'arte "Image" deriva dalla pronuncia francese di "Im-Haj", le prime sillabe dei suoi nome e cognome.

## Biografia
Dopo gli studi di belle arti, nel 1932 si stabilì a Parigi proveniente dalla natia Ungheria. A partire dal 1937 realizzò e produsse dei film pubblicitari poi, nel 1939, il suo primo film d'animazione le Loup et l'Agneau da La Fontaine, favola antinazista in cui si vede la Polonia ingoiata tutta intera da Hitler. Durante la guerra insegnò in una scuola d'animazione fondata da Paul Colin. Nel 1950, dopo numerosi cortometraggi, incominciò quello che è considerato il primo lungometraggio francese d'animazione, nella direzione tracciata da Walt Disney: Jeannot l'intrépide (distribuito in Italia come Pollicino), seguito tre anni dopo da Bonjour Paris ! ou La tour prend garde .
Nel 1958 realizzò Magie moderne e La Petite Reine con uno stile moderno. Nel 1959, partecipò alla creazione del festival del film d'animazione di Annecy. A partire dagli anni Sessanta, lavorò per la televisione creando le serie Joe e le api (1960), Picolo et Piccolette (1964), Kiri le clown (1966) e Au clair de lune (1971), continuando paralleleamente a produrre per il cinema dei lungometraggi dallo stile tradizionale: Aladino e la sua lampada meravigliosa (1970), Il barone di Munchausen (1979), Il segreto dei Seleniti (1984).
È anche l'autore di un manuale dedicato al disegno animato, Le Dessin animé : Initiation à la technique (1979).

## Filmografia

### Cinema

#### Lungometraggi
- Pollicino (1950)
- Bonjour Paris ! ou La tour prend garde (1953)
- Aladino e la sua lampada meravigliosa (1970)
- Joe Bum Bum, un viaggio nell'alveare (1973)
- Pluk, naufragé de l'espace (1979)
- Il barone di Munchausen (1979)
- Il segreto dei Seleniti (1984)

#### Cortometraggi
- Le Loup et l'Agneau (1939) - perduto
- Les noirs jouent et gagnent (1944)
- Princesse Clé de sol (1945)
- Rhapsodie de Saturne (1946)
- Ballade atomique (1948)
- Monsieur Tout-le-Monde (1949)
- Les Rêves de Jeannot (serie, 1950)
- La Cigale et la Fourmi (1954)
- Monsieur Victor ou la Machine à explorer le temps (1955)
- Le Loup et l'Agneau (1956)
- Un grain de bon sens (1956)
- L'Aventure du père Noël (1956)
- La Petite Reine (1958)
- Le Petit Peintre et la Sirène (1959)
- François s'évade (1959)
- La Fontaine des trois soldats (1963, cortometraggio)
- Souvenir d'Épinal (1965)

### Televisione
- Joe e le api (1960)
- Joe e le formiche  (1962)
- La Fontaine des trois soldats, (serie di 26 episodi, 1963)[6]
- Joë au royaume des mouches  (1964)
- Picolo et Piccolette  (1964)
- Kiri le clown  (1966)
- Patatomanie (1970)
- Au clair de lune (1971-72)
- Arago X 00 1 (1972-73)
- Le Crayon magique (1973)